# VSD Rangers 2021
Questa voce raccoglie le informazioni riguardanti i VSD Rangers nelle competizioni ufficiali della stagione 2021.

## Divízió I 2021

### Stagione regolare
| 10 aprile 2021 2ª giornata | Miskolc AFT | 48 – 7 | VSD Rangers |  |

| 24 aprile 2021 4ª giornata | Budapest Cowbells 2 | 16 – 13 | VSD Rangers |  |

| 15 maggio 2021 6ª giornata | Szombathely Crushers | 43 – 0 | VSD Rangers |  |

| 5 giugno 2021 9ª giornata | VSD Rangers | 12 – 24 | Dabas Sparks |  |

| 20 giugno 2021 11ª giornata | VSD Rangers | 6 – 32 | Budapest Titans |  |

## Statistiche di squadra
| Competizione      | %Vittorie | In casa | In casa | In casa | In casa | In casa | In casa | In trasferta | In trasferta | In trasferta | In trasferta | In trasferta | In trasferta | Totale | Totale | Totale | Totale | Totale | Totale |
| Competizione      | %Vittorie | G       | V       | N       | P       | Pf      | Ps      | G            | V            | N            | P            | Pf           | Ps           | G      | V      | N      | P      | Pf     | Ps     |
| ----------------- | --------- | ------- | ------- | ------- | ------- | ------- | ------- | ------------ | ------------ | ------------ | ------------ | ------------ | ------------ | ------ | ------ | ------ | ------ | ------ | ------ |
| Stagione regolare | .000      | 2       | 0       | 0       | 2       | 18      | 56      | 3            | 0            | 0            | 3            | 20           | 107          | 5      | 0      | 0      | 5      | 38     | 163    |
| Totale            | .000      | 2       | 0       | 0       | 2       | 18      | 56      | 3            | 0            | 0            | 3            | 20           | 107          | 5      | 0      | 0      | 5      | 38     | 163    |